# Hořešovice
Obec Hořešovice se nachází v okrese Kladno, kraj Středočeský. Rozkládá se v údolí Zlonického potoka na jihu Dolnooharské tabule, zhruba 10 kilometrů zsz. od Slaného a 17 kilometrů severozápadně od Kladna. Žije zde 262 obyvatel.

## Historie
První písemná zmínka o obci pochází z roku 1227, kde se připomíná plat Jiřského kláštera v Gorsesowicich. od 14. století zde sídlili rytíři z Hořešovic.
Od 1. ledna 1980 do 23. listopadu 1990 k obci patřil Bílichov.

### Územněsprávní začlenění
Dějiny územněsprávního začleňování zahrnují období od roku 1850 do současnosti. V chronologickém přehledu je uvedena územně administrativní příslušnost obce v roce, kdy ke změně došlo:
- 1850 země česká, kraj Praha, politický i soudní okres Slaný[6]
- 1855 země česká, kraj Praha, soudní okres Slaný[6]
- 1868 země česká, politický i soudní okres Slaný[6]
- 1939 země česká, Oberlandrat Kladno, politický i soudní okres Slaný[7]
- 1942 země česká, Oberlandrat Praha, politický i soudní okres Slaný[8]
- 1945 země česká, správní i soudní okres Slaný[9]
- 1949 Pražský kraj, okres Slaný[10]
- 1960 Středočeský kraj, okres Kladno[11]

### Rok 1932
Ve vsi Hořešovice (396 obyvatel) byly v roce 1932 evidovány tyto živnosti a obchody: cihelna, holič, 3 hostince, 2 koláři, konsum Včela, kovář, krejčí, 2 rolníci, 2 řezníci, sedlář, 2 obchody se smíšeným zbožím, spořitelní a záložní spolek pro Hořešovice a Hořešovičky, trafika.

## Pamětihodnosti
- kostel sv. Petra a Pavla – gotický ze 14. století, presbytář s žebrovou klenbou s pelikánem na svorníku; stavba barokně upravena v letech 1717 a 1769, barokní oltář, kamenná křtitelnice z roku 1769[13]
- zvonice – dřevěná na zděné podezdívce, asi barokní
- socha sv. Jana Nepomuckého na návsi,  z roku 1863

## Doprava
- Silniční doprava – Obcí prochází silnice II/237 v úseku Rakovník – Nové Strašecí – Hořešovice – Peruc – Libochovice. Katastr obce protíná silnice I/7 z Prahy a Slaného do Loun a Chomutova
- Železniční doprava – Železniční trať ani stanice na území obce nejsou. Nejblíže obci je železniční stanice Klobuky v Čechách ve vzdálenosti 4 km ležící na trati 110 z Kralup nad Vltavou a Slaného do Loun.
- Autobusová doprava – V obci zastavovaly v červnu 2011 autobusové linky jedoucí do těchto cílů: Chomutov, Litvínov, Louny, Most, Praha, Slaný.[14]

## Slavní rodáci
- Rytíř Sezima z Hořešovic (1350-1419), v letech 1402-1419 dvorský místosudí a písař dvorských a zemských desek.[15]